# Незабудочник енисейский
Незабу́дочник енисе́йский (лат. Eritrichium jenisseense) — вид двудольных растений рода Незабудочник (Eritrichium) семейства Бурачниковые (Boraginaceae). Под текущим таксономическим названием был описан русским ботаником Николаем Степановичем Турчаниновым в 1846 году.

## Распространение, описание
Эндемик России, встречающийся в западной и центральной Сибири в степях Красноярского края и Республики Тува.
Растение размером 5—10 см. Стеблевые листья от узколинейной до нитевидной формы, прикорневые листья лопатчатые, многочисленные. Цветки тёмно-синие, с обратнояйцевидными лепестками, собраны в соцветие. Цветёт летом. Размножается семенами и вегетативно. Предпочитает освещённые участки с дренированной почвой.

## Замечания по охране
С 2012 года включается в Красную книгу Красноярского края.